# Târgu Mureș
Târgu Mureș là một thành phố România. Thành phố thuộc hạt Mureş. Đây là thành phố lớn thứ 16 quốc gia này. Thành phố Târgu Mureș có dân số 149.577 người (theo điều tra dân số năm 2002), diện tích km2. Thành phố có độ cao 330 mét trên mực nước biển.